# Иващенко, Фёдор Иванович
Ива́щенко Фёдор Ива́нович (20 февраля 1920, хутор Филёво-Сорочин, Золотоношский район, Полтавская область, Украинская ССР — 14 февраля 2012, Минск, Белоруссия) — советский психолог, доктор психологических наук, профессор. Разработал психологические основы трудовой деятельности школьников, изучал проблемы взаимодействия в системе «воспитатель-учащийся».

## Биография
1927—1938 гг. — учёба в школе (Полтавская область).
1938—1942 гг. — Харьковский библиотечный институт, Кабардино-Балкарский педагогический институт (Нальчик), факультет русского языка и литературы.
1942 г. — март 1943 г. — школа младших авиаспециалистов в Фрунзе.
1943—1945 гг. — мастер по авиавооружению в оперативном отделе штаба 3-го гвардейского краснознаменного Смоленско-Берлинского полка авиации дальнего действия.
1945—1948 гг. — учитель русского языка, литературы и немецкого языка в семилетней школе при детской трудовой воспитательной колонии МВД (г. Орджоникидзе).
1948—1952 гг. — аспирантура Института психологии АПН РСФСР (Москва). 1952 г. — защита кандидатской диссертации «Развитие уверенности в своих силах у слабоуспевающих школьников» (научный руководитель — доктор психологических наук, профессор В. Н. Колбановский).
1952—1974 гг. — старший преподаватель, доцент, заведующий кафедрой психологии (1957—1970) Ставропольского пединститута иностранных языков.
1973 г. — защита докторской диссертации в Ленинградском педагогическом институте им. А. И. Герцена на тему «Психология трудовой деятельности старших школьников (на материале полеводства)».
С 1974 г. по 1987 г. заведующий кафедрой психологии МГПИ им. A.M. Горького. С 1987 по 2011 гг. профессор кафедры психологии МГПИ-БГПУ им. М. Танка.
Научная деятельность
Под руководством Ф. И. Иващенко выполнены и защищены докторская диссертация, 13 кандидатских и 9 магистерских диссертаций.
Являлся членом ряда специализированных советов по психологии, членом экспертного совета ВАК Республики Беларусь, главным peдaктopoм республиканского межведомственного научного сборника «Психология» (1977—1991 гг.).
Научные интересы связаны с проблемой формирования личности в процессе трудового обучения и производительного труда. С 1991 г. изучал общие проблемы воспитания, в частности исследование межличностного взаимодействия воспитателя и ребёнка.
Основные публикации
Автор более 150 публикаций, из них 6 монографий, 10 учебных пособий. Под редакцией Ф. И. Иващенко издано 11 республиканских межведомственных сборников «Психология» (1977—1991).
Психология начинающего полевода (Ставрополь, 1966),
Сельскохозяйственный труд старших школьников (Минск, 1978),
Труд и развитие личности школьника (М., 1987),
Психология трудового воспитания (Минск, 1981, 1988),
http://elib.bspu.by/handle/doc/13360 Архивная копия от 13 мая 2018 на Wayback Machine
Трудовой поступок школьника (Минск, 1989),
Психология воспитания школьников (Минск, 2006).
http://elib.bspu.by/handle/doc/7341 Архивная копия от 15 мая 2018 на Wayback Machine
«Задачи по общей психологии» (1979),
http://elib.bspu.by/handle/doc/12877 Архивная копия от 13 мая 2018 на Wayback Machine
«Задачи по общей, возрастной и педагогической психологии» (1985), «Практикум по методологии психологического исследования» (Минск, 2003).
http://elib.bspu.by/handle/doc/17332
В соавторстве:
Наставнику сельской молодежи (1982, 1986),
Профессиограммы в школе (1979, 1984).
Актуальные проблемы возрастной и педагогической психологии (1980) (в соавторстве с Я. Л. Коломинским)
http://elib.bspu.by/handle/doc/13365 Архивная копия от 13 мая 2018 на Wayback Machine
Награды
За участие в создании коллективной монографии «Ученические производственные бригады» (1961) Академией педагогических наук СССР ему присуждена третья премия им. К. Д. Ушинского.
Труд Ф. И. Иващенко в военные и мирные дни отмечен орденом «Отечественной войны» II степени, медалями «За боевые заслуги», «За взятие Кенигсберга», «За взятие Берлина» и др., Грамотами Министерства просвещения РСФСР, Всесоюзного общества «Знание», ректората БГПУ им. М. Танка, знаком Министерства просвещения СССР «За отличные успехи в работе» и «Отличник народного просвещения».